# 江口萝卜猪
江口萝卜猪是中国贵州省的地方猪品种。
江口萝卜猪主产于贵州省铜仁市江口县，中心产区为江口县桃映镇、民和乡、坝盘镇，分布于毗邻的铜仁、松桃、岑巩等地。
江口萝卜猪体躯矮小，育肥后体躯丰满，因形似萝卜而称为 “萝卜猪”。全身被毛黑色，耳下垂。耐粗饲、抗逆性强。江口萝卜猪初产母猪产仔数为(4.96±1.01)头/窝,初生重为(0.60±0.08)kg/头。经产母猪产仔数为(8.95±1.06)头/窝,初生重为(0.65±0.10)kg/头。
最早的文字记录见于1959年。1962年，贵州农学院和畜牧兽医科学研究所联合考察认定为地方优良品种。1986年，江口萝卜猪收入《贵州省畜禽品种志》，并被列入《贵州省畜禽品种资源保护名录》。2003年，萝卜猪被列入《中国家畜禽地方品种资源图谱》。2009年，DB52/T 584-2009《江口萝卜猪》发布。2011年，列入《中国畜禽遗传资源志•猪志》。2014年，列入地理标志产品保护。
1980年，萝卜猪存栏4万余头，其中母猪6000余头。截至2013年6月30日，萝卜猪存栏11026头，其中能繁母猪2456头、种公猪28头。